# Los Alamos
Los Alamos – jednostka osadnicza w Stanach Zjednoczonych, w północnej części stanu Nowy Meksyk, w hrabstwie Los Alamos, w Górach Skalistych, na wyżynie Pajarito, na wysokości 2225 m n.p.m. w odległości 56 km od Santa Fe oraz 149 km od Albuquerque.
W całym hrabstwie mieszka nieco powyżej 18 tys. mieszkańców (2008). 
Niedaleko od miasta znajduje się Narodowe Laboratorium Los Alamos (ang. Los Alamos National Laboratory), ośrodek badań jądrowych, utworzony w 1942 w ramach realizacji Projektu Manhattan; podczas II wojny światowej prowadzono w nim (od 1943 pod kierunkiem J. Roberta Oppenheimera) prace nad konstrukcją amerykańskiej bomby atomowej, po II wojnie światowej bomb wodorowych. Obecnie ośrodek prowadzi badania nad wieloma dziedzinami nauki, między innymi nad wykorzystaniem energii słonecznej i jądrowej do celów pokojowych. Jego rola w badaniach nad bronią nuklearną skupia się głównie na przeprowadzaniu komputerowych symulacji wybuchów jądrowych.